# Berggrubenottern
Die Berggrubenottern (Cerrophidion) sind eine Schlangengattung aus der Unterfamilie der Grubenottern. Die Gattung kommt mit fünf Arten in Gebirgen Mittelamerikas vor. Vier der fünf Arten haben sehr kleine Verbreitungsgebiete in Mexiko und Costa Rica und sind kaum erforscht. Alle Arten sind giftig; die Giftwirkung bei Menschen ist gering bis stark, Todesfälle sind bisher jedoch nicht dokumentiert.
Der Name Cerrophidion leitet sich ab vom spanischen „cerro“ für Hügel, Berg und dem griechischen „ophidion“ für kleine Schlange.

## Merkmale

### Körperbau
Berggrubenottern sind kleine bis maximal mittelgroße, recht kräftige Schlangen. Der Kopf ist deutlich vom Hals abgesetzt, die Schnauze ist gerundet und die Augen sind groß. Der Schwanz ist nicht zum Greifen geeignet. Drei der vier Arten erreichen Gesamtlängen von maximal 51 cm, eine Art (C. godmani) erreicht maximal 82 cm, bleibt aber meist unter 55 cm Länge.

### Beschuppung
Das Rostrale ist breiter als hoch. Die Kopfoberseite zeigt eine sehr variable Beschuppung, wobei die Schuppen im vorderen Bereich meist deutlich vergrößert sind. Die Anzahl der Supralabialia beträgt 7 bis 11, die Zahl der Infralabialia 8 bis 12. Die Anzahl der Bauchschuppen (Ventralschilde) variiert zwischen 120 und 150, die Zahl der ungeteilten Subcaudalia zwischen 22 und 36 und die Anzahl der dorsalen Schuppenreihen in der Körpermitte zwischen 17 und 23.

### Färbung
Die Grundfarbe der Oberseite ist braun, graubraun oder rotbraun, selten fast orange. Auf dem Rücken zeigen die Tiere auf diesem Grund zwei Reihen großer, mehr oder weniger eckiger, dunkler Flecken, die oft miteinander verbunden sind und so ein Zickzackband bilden. An den Flanken befinden sich darunter eine oder mehrere Reihen kleinerer Flecken. Alle Arten zeigen einen schmaleren oder breiteren dunklen Postokularstreifen, der sich vom hinteren Augenrand bis hinter den Schnauzenwinkel zieht.

## Verbreitung und Lebensraum
Berggrubenottern sind auf Mittelamerika beschränkt. Drei der fünf Arten haben sehr kleine Verbreitungsgebiete im Südosten Mexikos, das Verbreitungsgebiet von C. godmani reicht von Südost-Mexiko bis ins westliche Panama. C. sasai kommt in Costa Rica vor. Alle Arten bewohnen montane Regionen, die besiedelten Habitate reichen von Kiefern-Eichenwäldern über Bergnebelwälder bis zu alpinen Matten.

## Systematik
Campbell & Lamar erkennen vier Arten an, für die jeweils keine Unterarten anerkannt werden. 2012 hat Jadin et al. die Vorkommen von Cerrophidion godmani auf Costa Rica näher untersucht und Cerrophidion sasai bzw. Cerrophidion wilsoni als neue Arten abgetrennt.
- Godmans Berggrubenotter (Cerrophidion godmani (Günther, 1863))
- Cerrophidion petlacalensis López-Luna, Vogt & Torre-Loranca, 1999
- Costaricanische Berglanzenotter (Cerrophidion sasai Jadin, Townsend, Castoe & Campbell, 2012)
- Cerrophidion tzotzilorum (Campbell, 1985)
- Cerrophidion wilsoni Jadin, Townsend, Castoe & Campbell, 2012

Die Gattung wurde 1992 aufgrund morphologischer Merkmale beschrieben, die Arten der Gattung wurden bis dahin zu den Hakennasen-Lanzenottern (Gattung Porthidium) gestellt. Bei bisherigen molekulargenetischen Untersuchungen wurden drei Arten (ohne C. sasai und C. wilsoni) einbezogen. Die Ergebnisse legen die Monophylie der Gattung Cerrophidion und eine enge Verwandtschaft dieser Gattung mit der Gattung Porthidium nahe.

## Lebensweise, Ernährung und Fortpflanzung
Die Arten der Gattung sind bodenlebend und, soweit bekannt, fast ausschließlich tagaktiv. Im Gegensatz zu vielen anderen Grubenottern sind die Tiere offenbar aktiv nach Beute suchende Jäger und nicht in erster Linie Lauerjäger. Das Nahrungsspektrum von C. godmani ist gut untersucht, es besteht aus kleinen Wirbeltieren, vor allem Säugetieren, Reptilien und Amphibien sowie aus Gliederfüßern. Dabei fressen Jungtiere zu fast 80 % Gliederfüßer, mit zunehmender Größe der Schlangen wird deren Anteil jedoch immer geringer. Bei Tieren über 520 mm Gesamtlänge machen diese nur noch etwa 25 % der Beutetiere aus und der Anteil der Kleinsäuger steigt auf etwa 50 %. Die wenigen Daten zu den anderen drei Arten zeigen eine ebenfalls überwiegend aus Kleinsäugern, Reptilien und Amphibien bestehende Ernährung.
Alle Arten sind lebendgebärend, weitere Daten zur Reproduktion liegt nur für die Art C. godmani vor. Jungtiere werden in der Regenzeit geboren, für die beiden Arten sind zwischen 2 und 12 Junge pro Wurf nachgewiesen.

## Gift
Alle Arten sind giftig, die Tiere sind jedoch nicht aggressiv und Bisse wurden sehr selten dokumentiert. Das Gift hat einen hohen Anteil gewebezerstörender Komponenten. Die Giftwirkung bei Menschen ist meist gering und auf kurz anhaltende Schmerzen und leichte Schwellungen beschränkt, in einigen Fällen wurden jedoch auch starke Schmerzen, starke Schwellungen der ganzen gebissenen Gliedmaße, Übelkeit und Kopfschmerzen festgestellt, die bis zu 15 Tage anhielten. Todesfälle sind bisher jedoch nicht dokumentiert.